# Peru na Letnich Igrzyskach Olimpijskich 2016
Peru na Letnich Igrzyskach Olimpijskich 2016, które odbyły się w Rio de Janeiro reprezentowało 29 zawodników - 17 mężczyzn i 12 kobiet.
Był to osiemnasty start reprezentacji Peru na letnich igrzyskach olimpijskich.

## Reprezentanci

### Gimnastyka

#### Gimnastyka sportowa
Kobiety
| Zawodniczka   | Konkurencja     | Eliminacje | Eliminacje | Finał | Finał   |
| Zawodniczka   | Konkurencja     | Wynik      | Miejsce    | Wynik | Miejsce |
| ------------- | --------------- | ---------- | ---------- | ----- | ------- |
| Ariana Orrego | ćwiczenia wolne | 13,166     | 54.        | NQ    | NQ      |

### Jeździectwo

#### Skoki przez przeszkody
| Zawodnik      | Koń   | Konkurencja   | Kwalifikacje | Kwalifikacje | Kwalifikacje | Kwalifikacje | Kwalifikacje | Kwalifikacje | Kwalifikacje | Kwalifikacje | Finał   | Finał   | Finał   | Finał   | Finał   | Razem | Razem   |
| Zawodnik      | Koń   | Konkurencja   | Runda 1      | Runda 1      | Runda 2      | Runda 2      | Runda 2      | Runda 3      | Runda 3      | Runda 3      | Runda A | Runda A | Runda B | Runda B | Runda B | Razem | Razem   |
| Zawodnik      | Koń   | Konkurencja   | Kary         | Miejsce      | Kary         | Łącznie      | Miejsce      | Kary         | Łącznie      | Miejsce      | Kary    | Miejsce | Kary    | Łącznie | Miejsce | Kary  | Miejsce |
| ------------- | ----- | ------------- | ------------ | ------------ | ------------ | ------------ | ------------ | ------------ | ------------ | ------------ | ------- | ------- | ------- | ------- | ------- | ----- | ------- |
| Alonso Valdéz | Chief | indywidualnie | 6            | 50. Q        | 16           | 22           | 56.          | NQ           | NQ           | NQ           | NQ      | NQ      | NQ      | NQ      | NQ      | NQ    | NQ      |

### Judo
Mężczyźni
| Zawodnik      | Konkurencja | 1/32             | 1/16             | 1/8              | Ćwierćfinał      | Półfinał         | Repasaż          | Finał/BM         | Finał/BM |
| Zawodnik      | Konkurencja | Przeciwnik Wynik | Przeciwnik Wynik | Przeciwnik Wynik | Przeciwnik Wynik | Przeciwnik Wynik | Przeciwnik Wynik | Przeciwnik Wynik | Pozycja  |
| ------------- | ----------- | ---------------- | ---------------- | ---------------- | ---------------- | ---------------- | ---------------- | ---------------- | -------- |
| Juan Postigos | do 60 kg    | BYE              | Səfərov P000-011 | NQ               | NQ               | NQ               | NQ               | NQ               | NQ       |

### Lekkoatletyka
Mężczyźni
| Zawodnik          | Konkurencja   | Eliminacje  | Eliminacje | Finał    | Finał   |
| Zawodnik          | Konkurencja   | Wynik       | Miejsce    | Wynik    | Miejsce |
| ----------------- | ------------- | ----------- | ---------- | -------- | ------- |
| David Torrence    | 5000 m        | 13:23,20 NR | 10 q       | 13:43,12 | 15.     |
| Luis Ostos        | 10000 m       | —           | —          | 28:02,03 | 21.     |
| Paolo Yurivilca   | chód na 20 km | —           | —          | 1:24,48  | 41.     |
| Luis Henry Campos | chód na 50 km | —           | —          | DNF      | DNF     |
| Pavel Chihuán     | chód na 50 km | —           | —          | 4:32:37  | 48.     |
| Raúl Machacuay    | maraton       | —           | —          | 2:18:00  | 45.     |
| Christian Pacheco | maraton       | —           | —          | 2:18:41  | 52.     |
| Raúl Pacheco      | maraton       | —           | —          | 2:20:13  | 66.     |

| Zawodnik      | Konkurencja | Kwalifikacje | Kwalifikacje | Finał | Finał   |
| Zawodnik      | Konkurencja | Wynik        | Miejsce      | Wynik | Miejsce |
| ------------- | ----------- | ------------ | ------------ | ----- | ------- |
| Arturo Chávez | skok wzwyż  | 2,22         | 29.          | NQ    | NQ      |

Kobiety
| Zawodniczka       | Konkurencja   | Finał   | Finał   |
| Zawodniczka       | Konkurencja   | Wynik   | Miejsce |
| ----------------- | ------------- | ------- | ------- |
| Kimberly García   | chód na 20 km | 1:32:09 | 14.     |
| Jessica Hancco    | chód na 20 km | 1:39:08 | 51.     |
| Jovana de la Cruz | maraton       | 2:35:49 | 36.     |
| Inés Melchor      | maraton       | DNF     | DNF     |
| Gladys Tejeda     | maraton       | 2:29:55 | 15.     |

### Pływanie
Mężczyźni
| Zawodnik        | Konkurencja           | Eliminacje | Eliminacje | Półfinał | Półfinał | Finał | Finał   |
| Zawodnik        | Konkurencja           | Czas       | Miejsce    | Czas     | Miejsce  | Czas  | Miejsce |
| --------------- | --------------------- | ---------- | ---------- | -------- | -------- | ----- | ------- |
| Nicholas Magana | 100 m stylem dowolnym | 51,53      | 53.        | NQ       | NQ       | NQ    | NQ      |

Kobiety
| Zawodniczka   | Konkurencja           | Eliminacje | Eliminacje | Półfinał | Półfinał | Finał | Finał   |
| Zawodniczka   | Konkurencja           | Czas       | Miejsce    | Czas     | Miejsce  | Czas  | Miejsce |
| ------------- | --------------------- | ---------- | ---------- | -------- | -------- | ----- | ------- |
| Andrea Cedrón | 200 m stylem dowolnym | 2:05,33    | 39.        | NQ       | NQ       | NQ    | NQ      |

### Podnoszenie ciężarów
Mężczyźni
| Zawodnik     | Konkurencja | Rwanie | Rwanie  | Podrzut | Podrzut | Razem  | Pozycja |
| Zawodnik     | Konkurencja | Wynik  | Pozycja | Wynik   | Pozycja | Razem  | Pozycja |
| ------------ | ----------- | ------ | ------- | ------- | ------- | ------ | ------- |
| Hernán Viera | do 105 kg   | 151 kg | 16.     | 200 kg  | 14.     | 351 kg | 13.     |

Kobiety
| Zawodniczka    | Konkurencja | Rwanie | Rwanie  | Podrzut | Podrzut | Razem  | Pozycja |
| Zawodniczka    | Konkurencja | Wynik  | Pozycja | Wynik   | Pozycja | Razem  | Pozycja |
| -------------- | ----------- | ------ | ------- | ------- | ------- | ------ | ------- |
| Fiorella Cueva | do 53 kg    | 65 kg  | 12.     | 88 kg   | 11.     | 153 kg | 11.     |

### Strzelectwo
Mężczyźni
| Zawodnik       | Konkurencja                  | Kwalifikacje | Kwalifikacje | Półfinał | Półfinał | Finał  | Finał   |
| Zawodnik       | Konkurencja                  | Punkty       | Miejsce      | Punkty   | Miejsce  | Punkty | Miejsce |
| -------------- | ---------------------------- | ------------ | ------------ | -------- | -------- | ------ | ------- |
| Francisco Boza | trap                         | 109          | 28.          | NQ       | NQ       | NQ     | NQ      |
| Marko Carrillo | pistolet pneumatyczny 10 m   | 566          | 43.          | —        | —        | NQ     | NQ      |
| Marko Carrillo | pistolet szybkostrzelny 25 m | 557          | 24.          | —        | —        | NQ     | NQ      |
| Marko Carrillo | pistolet dowolny 50 m        | 536          | 35.          | —        | —        | NQ     | NQ      |

### Taekwondo
Kobiety
| Zawodniczka  | Konkurencja | 1/16                | Ćwierćfinał         | Półfinał            | Repasaż              | Finał/BM            | Finał/BM |
| Zawodniczka  | Konkurencja | Przeciwniczka Wynik | Przeciwniczka Wynik | Przeciwniczka Wynik | Przeciwniczka Wynik  | Przeciwniczka Wynik | Pozycja  |
| ------------ | ----------- | ------------------- | ------------------- | ------------------- | -------------------- | ------------------- | -------- |
| Julissa Diez | - 49 kg     | Kim P 2-10          | NQ                  | NQ                  | Wongpattanakit P 2-4 | NQ                  | 7.       |

### Wioślarstwo
Mężczyźni
| Zawodnik          | Konkurencja | Eliminacje | Eliminacje | Repasaże | Repasaże | Ćwierćfinał | Ćwierćfinał | Półfinał | Półfinał | Finał   | Finał   | Pozycja |
| Zawodnik          | Konkurencja | Czas       | Miejsce    | Czas     | Miejsce  | Czas        | Miejsce     | Czas     | Miejsce  | Czas    | Miejsce | Pozycja |
| ----------------- | ----------- | ---------- | ---------- | -------- | -------- | ----------- | ----------- | -------- | -------- | ------- | ------- | ------- |
| Renzo León García | jedynka     | 7:21,04    | 4. R       | 7:25,55  | 2. QF    | 7:30,91     | 6. S C/D    | 7:37,34  | 5. FD    | 7:02,28 | 2.      | 20.     |

Kobiety
| Zawodniczka  | Konkurencja | Eliminacje | Eliminacje | Repasaże | Repasaże | Ćwierćfinał | Ćwierćfinał | Półfinał | Półfinał | Finał   | Finał   | Pozycja |
| Zawodniczka  | Konkurencja | Czas       | Miejsce    | Czas     | Miejsce  | Czas        | Miejsce     | Czas     | Miejsce  | Czas    | Miejsce | Pozycja |
| ------------ | ----------- | ---------- | ---------- | -------- | -------- | ----------- | ----------- | -------- | -------- | ------- | ------- | ------- |
| Camila Valle | jedynka     | 9:30,60    | 5. R       | 8:32,66  | 6. S E/F | BYE         | BYE         | 9:11,91  | 4. FF    | 9:18,24 | 1.      | 31.     |

### Zapasy
Kobiety
| Zawodniczka  | Konkurencja | Eliminacje          | 1/8                 | Ćwierćfinał         | Półfinał            | Repasaż 1           | Repasaż 2           | Finał/BM            | Finał/BM |
| Zawodniczka  | Konkurencja | Przeciwniczka Wynik | Przeciwniczka Wynik | Przeciwniczka Wynik | Przeciwniczka Wynik | Przeciwniczka Wynik | Przeciwniczka Wynik | Przeciwniczka Wynik | Miejsce  |
| ------------ | ----------- | ------------------- | ------------------- | ------------------- | ------------------- | ------------------- | ------------------- | ------------------- | -------- |
| Janet Sobero | - 58 kg     | BYE                 | Rentería P 1-3      | NQ                  | NQ                  | NQ                  | NQ                  | NQ                  | 18.      |

### Żeglarstwo
Mężczyźni
| Zawodnik          | Konkurencja | Wyścig | Wyścig | Wyścig | Wyścig | Wyścig | Wyścig | Wyścig | Wyścig | Wyścig | Wyścig | Wyścig | Punkty | Finałowa pozycja |
| Zawodnik          | Konkurencja | 1      | 2      | 3      | 4      | 5      | 6      | 7      | 8      | 9      | 10     | M      | Punkty | Finałowa pozycja |
| ----------------- | ----------- | ------ | ------ | ------ | ------ | ------ | ------ | ------ | ------ | ------ | ------ | ------ | ------ | ---------------- |
| Stefano Peschiera | Laser       | 37.    | 40.    | 16.    | 16.    | 28.    | 22.    | 21.    | 27.    | 35.    | DNF    | NQ     | 242    | 31.              |

Kobiety
| Zawodniczka    | Konkurencja  | Wyścig | Wyścig | Wyścig | Wyścig | Wyścig | Wyścig | Wyścig | Wyścig | Wyścig | Wyścig | Wyścig | Punkty | Finałowa pozycja |
| Zawodniczka    | Konkurencja  | 1      | 2      | 3      | 4      | 5      | 6      | 7      | 8      | 9      | 10     | M      | Punkty | Finałowa pozycja |
| -------------- | ------------ | ------ | ------ | ------ | ------ | ------ | ------ | ------ | ------ | ------ | ------ | ------ | ------ | ---------------- |
| Paloma Schmidt | Laser radial | 31.    | 26.    | 29.    | 27     | 29.    | 30.    | 18.    | 32     | 30.    | 29.    | NQ     | 248    | 31.              |